# Manoir de Coëtion
Le manoir de Coëtion est situé à Ruffiac en France.

## Localisation
Le manoir est situé sur le territoire de la commune de Ruffiac, au lieu-dit Coëtion, dans le département du Morbihan en région Bretagne.

## Description
Le manoir date des XVe et XVIIe siècles, le corps de logis est construit en deux campagnes. Le passage couvert au sud porte un blason lisse ; il constituait l'entrée principale dans la cour, qui se fait de nos jours par l'est, derrière le logis. Le colombier, situé à l'extérieur de l'enceinte, comporte 25 niveaux de 50 niches, soit 1250 boulins. Édifice à un étage carré, construit en moellons de granite et schiste. Toiture à longs pans recouverte d'ardoises, pignon couvert.

## Historique
Le manoir est reconstruit au XVIIe siècle à partir d'un édifice remontant au XVe siècle (ancien manoir à salle basse sous charpente et bloc de chambres fermant une composition décalée comme au Val au Houlle à Guégon). La reconstruction s'est faite en plusieurs campagnes dont témoignent les collages dans les murs de l'élévation sud. Depuis l'enquête d'inventaire de 1984, l'édifice a été restauré : suppression de l'escalier extérieur sur l'élévation sud de la partie ouest et remplacement des baies dans cette même partie. Les réformations (recensements) de la noblesse citent l´hébergement de Coettion à Guyomar du Pont, dont la métairie est habitée par Jehan Bourel, en 1427 ; puis "l'hostel de Coethion" appartenant à Guymart du Pont en 1440 ; enfin, 1536, l'ancien hostel et manoir de Coettion que Tanguy de la Bourdonnaye a acheté à un nommé du Pont. Un second hébergement appartenant à Jehan Couppu, avec sa métairie, est signalé en 1427 et 1440.
Il est inscrit à l'inventaire général du patrimoine culturel.